# ستيف جيبسون
ستيف جيبسون (بالإنجليزية: Steve Gibson)‏ هو مدون صوتي أمريكي، ولد في 26 مارس 1955 في دايتون في الولايات المتحدة.

## وصلات خارجية
- الموقع الرسمي
- ستيف جيبسون على موقع IMDb (الإنجليزية)
- ستيف جيبسون على موقع إن إن دي بي (الإنجليزية)